# Vajkovce
Vajkovce (in ungherese Tarcavajkóc) è un comune della Slovacchia facente parte del distretto di Košice-okolie, nella regione di Košice.